# Villiers-le-Sec (Calvados)
Villiers-le-Sec é uma ex-comuna francesa na região administrativa da Normandia, no departamento de Calvados. Estendeu-se por uma área de 2,7 km². Em 2010 a comuna tinha 291 habitantes (densidade: 107,8 hab./km²).
Em 1 de janeiro de 2017 foi fundida com as comunas de Creully e Saint-Gabriel-Brécy para a criação da nova comuna de Creully sur Seulles.